# Index Seminum in Horto Botanico Berolinensis
Index Seminum in Horto Botanico Berolinensis (abreviado Index Seminum (Berlin)) es una revista con descripciones botánicas que fue publicada en Alemania en los años 1829-1880.
Fue publicado como Index Seminum en los años 1829, 1840, 1844-1848, 1851-1857, 1859, 1861, 1867-1869, 1871-1876, 1880.